# Zhou Yaqin
Zhou Yaqin (chinesisch 周雅琴; * 12. November 2005 in Hunan) ist eine chinesische Kunstturnerin. Bei den Weltmeisterschaften 2023 in Antwerpen wurde sie Vizeweltmeisterin am Schwebebalken. Bei den Olympischen Spielen 2024 in Paris gewann sie die Silbermedaille am Schwebebalken. 

## Turnkarriere

### Junior
2019 nahm Zhou mit der Mannschaft der Provinz Hunan an den chinesischen Meisterschaften teil, wo sie den sechsten Platz belegte. Bei den Nationalen Jugendspielen Chinas belegte sie den 14. Platz und bei den chinesischen Einzelmeisterschaften im selben Jahr den 13. Platz im Mehrkampf. Ihr internationales Debüt gab sie beim Olympic Hopes Cup 2019 in Liberec, wo die chinesische Mannschaft die Goldmedaille gewann. Im Einzelwettkampf wurde sie hier Siebte im Mehrkampf und Achte am Boden. Bei den chinesischen Meisterschaften 2020 wurde Zhou 17. im Mehrkampf, bei den chinesischen Einzelmeisterschaften gewann sie die Goldmedaille am Schwebebalken mit einer Wertung von 15,066.

### Senior
Seit 2021 startet Zhou bei den Senioren. Bei den chinesischen Meisterschaften in diesem Jahr wurde sie 23. in der Mehrkampf-Qualifikationsrunde und Sechste mit dem Team der Provinz Hunan. Bei den Nationalen Spielen Chinas gewann sie 2021 mit einer Wertung von 14,660 die Goldmedaille am Schwebebalken. 2022 wurde sie bei den chinesischen Meisterschaften Vierte am Schwebebalken.
2023 wurde Zhou chinesische Meisterin am Boden und gab bei den Weltmeisterschaften in Antwerpen ihr internationales Debüt bei den Senioren. Das chinesische Team bestand aus Ou Yushan, Qiu Qiyuan, Zhang Qingying, Huang Zhuofan und Ersatzturnerin Wu Ran und erreichte im Mannschaftsfinale den vierten Platz. Im Einzelwettbewerb qualifizierte sich Zhou für das Finale am Schwebebalken und am Boden. Im Schwebebalkenfinale gewann sie die Silbermedaille hinter Simone Biles. Sie lag mit 14,700 Punkten nur 0,100 Punkte hinter Biles (14,800), was der geringste Vorsprung für Biles in einem Weltmeisterschaftsfinale seit 2014 war. Im Finale am Boden wurde Zhou Siebte.
2024 trat Zhou bei den Olympischen Spielen in Paris an. Trotz eines Sturzes auf das Gerät gewann Zhou mit 14,100 Punkten am Schwebebalken hinter der italienischen Turnerin Alice D’Amato die Silbermedaille. 